# Geir Moen
Geir Moen (* 26. června 1969 Oslo) je bývalý norský atlet, sprinter, mistr Evropy v běhu na 200 metrů z roku 1994.

## Sportovní kariéra
Na mistrovství Evropy v roce 1994 zvítězil v běhu na 200 metrů, na poloviční trati vybojoval stříbrnou medaili. V následující sezóně se stal halovým mistrem světa v běhu na 200 metrů. Při svém dalším startu na evropském šampionátu v roce 1998 skončil ve finále běhu na 200 metrů pátý.

## Osobní rekordy
- 100 metrů – 10,08 s (1996)
- 200 metrů – 20,17 s (1996)
- 60 metrů (hala) – 6,65 s (1995)